# (743) Евгенида
(743) Евгенида (др.-греч. εὖ γένεσις) — астероид главного пояса, открытый 25 февраля 1913 года немецким астрономом Францем Кайзером в Гейдельбергской обсерватории. Название состоит из двух греческих слов εὖ (хорошо) и γένεσις (образование). Астероид, вероятно, назван в связи с рождением дочери первооткрывателя.

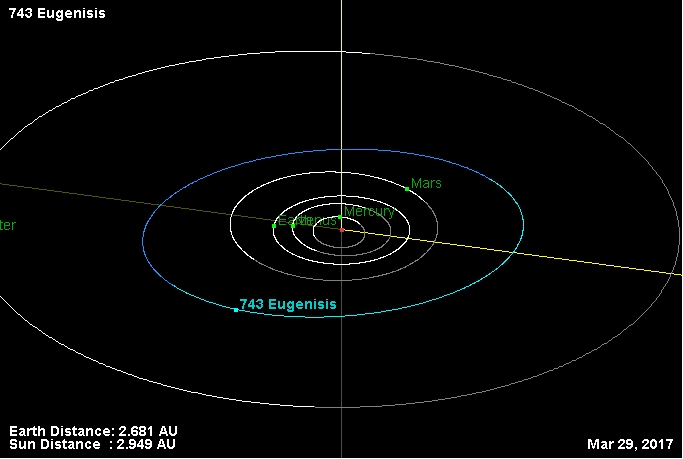
Орбита астероида Евгенида и его положение в Солнечной системе

Фотометрические наблюдения, проведённые в 2004 году, позволили получить кривые блеска этого тела, из которых следовало, что период вращения астероида вокруг своей оси равняется 10,23 ± 0,01 часам, с изменением блеска по мере вращения 0,20 ± 0,02 m.